# زندگانی نو

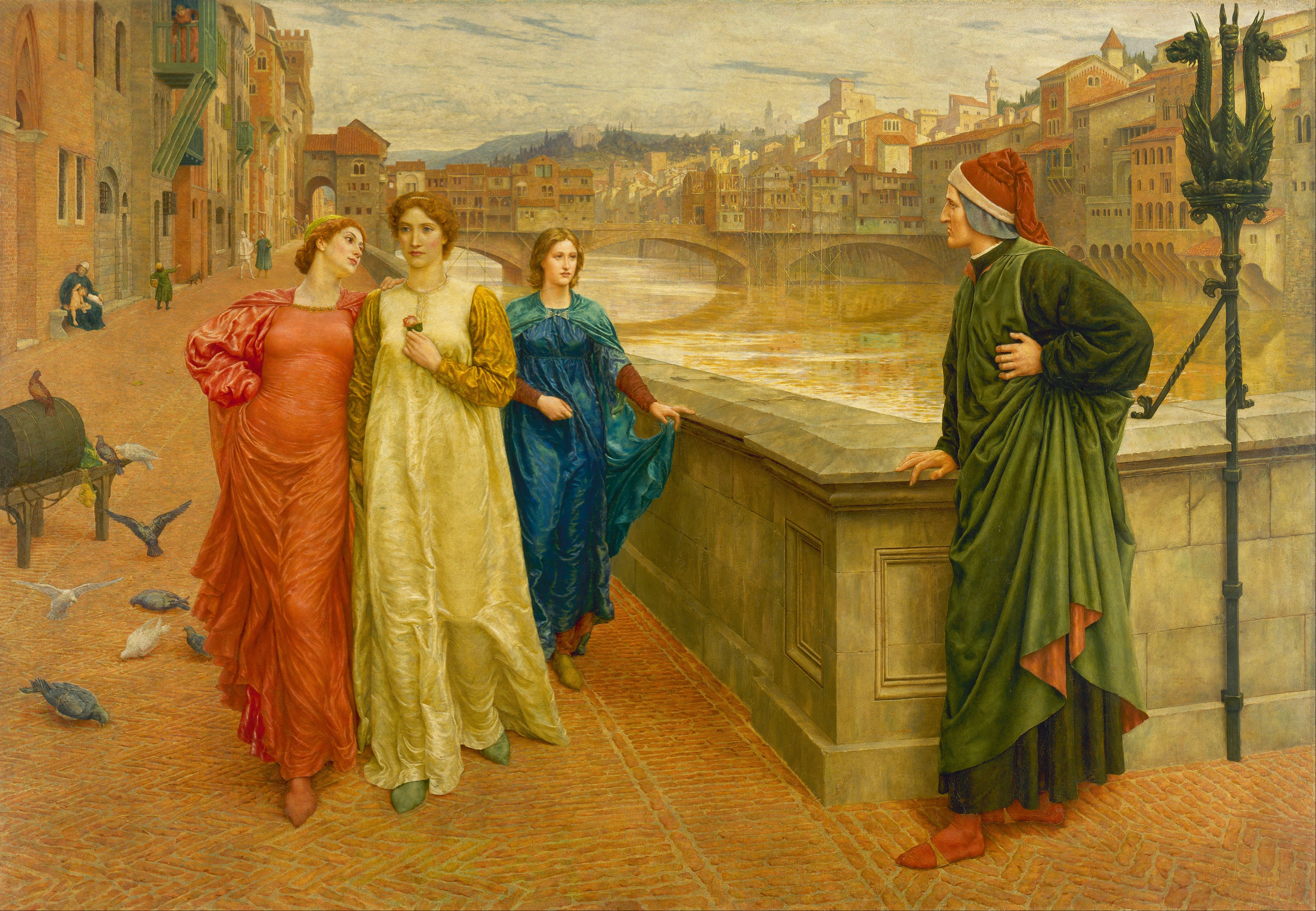
اولین برخورد بئاتریس (دوشیزهٔ زردپوش) با دانته، که در آن بئاتریس به دانته درود می‌گوید. در این هنگام هر دو ۱۸ سال داشتند. این درود چنان تأثیری در دانته باقی می‌گذارد که تا پایان عمر و حتی مدت‌ها پس از مرگ بئاتریس (که در ۲۴ سالگی درگذشت) در عشق او می‌سوزد. دانته و بئاتریس، اثر هنری هالیدی، ۱۸۸۴.

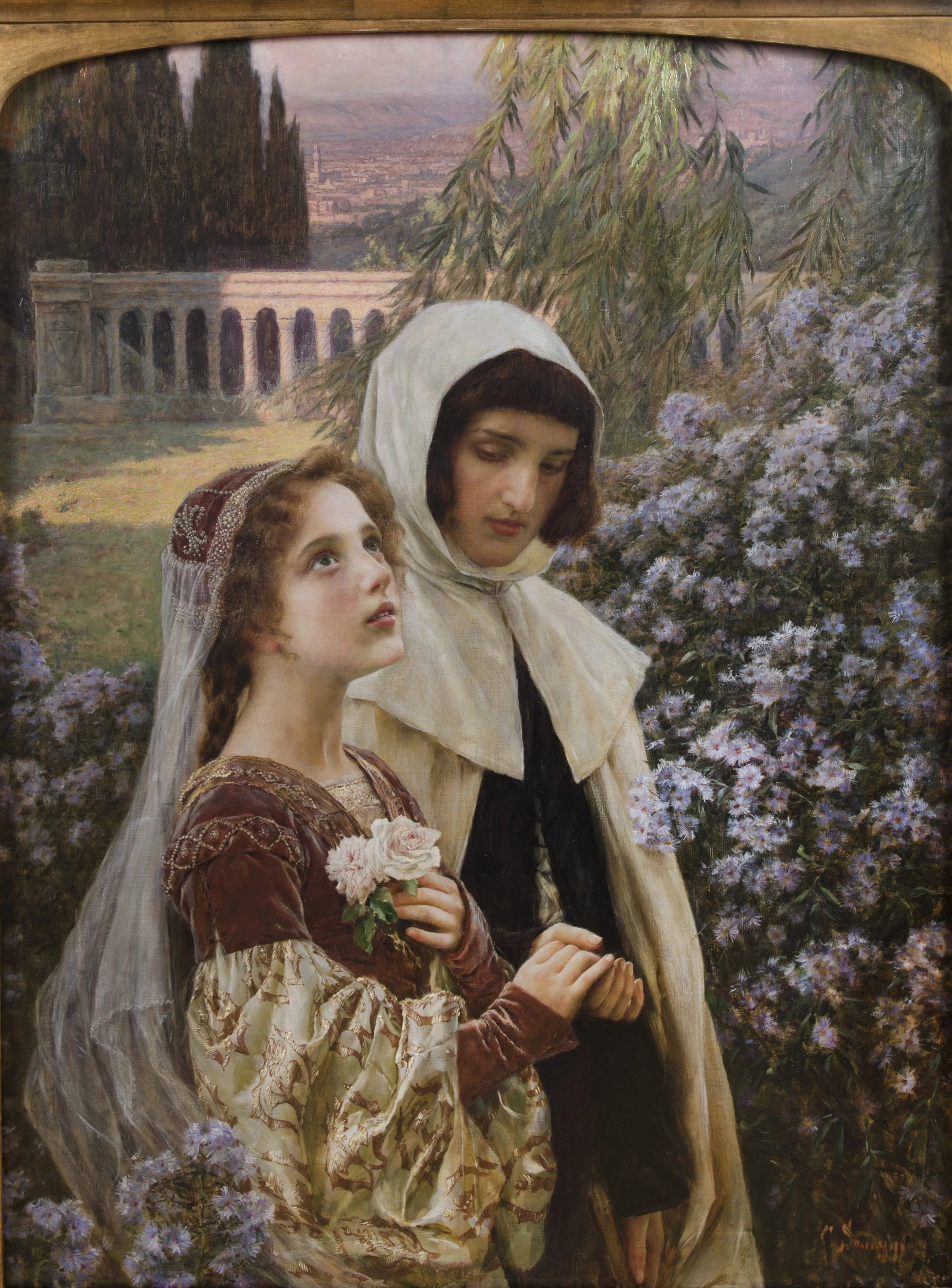
دانته و بئاتریس در باغ ، 1903 ، شاهکار پیش از رافائلی ، نقاش ایتالیایی سزار ساکاجی

زندگانی نو (به ایتالیایی: La Vita Nuova)، (به لاتین: Vita Nova)، کتاب کوچکی است از دانته آلیگیری که آن را در بین سال‌های ۱۲۹۳ تا ۱۲۹۵ میلادی، پیش از نوشتن کمدی الهی نگاشت. این کتاب شامل نظم و نثر است و دانته در آن به بیان عشق خود به بئاتریس پورتیناری می‌پردازد. نوشتن این کتاب به زبان ایتالیایی به جای زبان لاتین امری مهم در دوران خود بوده و به همراه کتاب کمدی الهی به تبدیل لهجهٔ توسکانی به زبان استاندارد ایتالیا کمک کرده‌است.
دانته در این کتاب از نخستین برخوردش در دوران کودکی با بئاتریس (هنگامی که هر دو ۹ ساله بودند) و از هیجان‌ها و احساس‌های شدید و منقلب‌کننده‌ای که در حضور آن دوشیزهٔ جوان در وجود خویش احساس می‌کرده سخن گفته و سپس کمی بعد از مرگ نابهنگام آن بانو (در سن ۲۴ سالگی)، و اخلاص و اندوهی که نسبت به یاد و خاطرهٔ او تا آخر عمر خواهد داشت سخن می‌گوید، به گونه‌ای که وفاداری و علاقهٔ این شاعر بزرگ، قرن‌هاست به عنوان بخشی بسیار ارزشمند و بااهمیت از سنت ادبی و فرهنگ شاعرانهٔ ادبیات رومانتیک در سراسر اروپا و اساساً در دنیای غرب به‌شمار می‌آید.

## ساختار
دانته علاقه‌مند بود که اشعار مربوط به عشق خود، بئاتریس را گردآوری کند و با تفسیری خودزندگینامه به شرح آنها بپردازد و به خوانش دقیق آنها کمک کند.
در این کتاب، ۳۱ شعر وجود دارد که بدین ترتیب قرار گرفته‌اند: ده قطعهٔ‌کوتاه، یک سرود بلند، چهار قطعهٔ کوتاه، یک سرود بلند، چهار قطعهٔ کوتاه، یک سرود بلند، ده قطعهٔ کوتاه.
دانته در بخش‌های نثر این کتاب به شرح شعرها پرداخته‌است.

## شخصیت‌ها
نام اشخاص در این کتاب تنها با اسم کوچک آنها آمده و دانته از آوردن نام‌های خانوادگی و جزئیات بیشتر دربارهٔ افراد خودداری کرده‌است. او با این کار سعی کرده از شناسایی افرادی که نام برده جلوگیری کند. افراد در این کتاب بیشتر با حالت استعاره به کار برده شده‌اند.
دانته در هیچ جای این کتاب نام خود را نیاورده‌است. او از جیودو کاوالکانتی با عنوان «نزدیکترین دوستم» و از خواهرش را با عنوان «بانویی جوان و نجیب … که از خویشاوندان نزدیک من بود» نام برده‌است. خواننده در این کتاب با آشفتگی احساسی نویسنده روبه‌رو می‌شود که ذهنش درگیر رسیدن به عشقی سهمگین است. خواندن زندگانی نو برای درک مفاهیم و جزئیات کتاب بعدی دانته، کمدی الهی، ضروری است.